# Ouasim Bouy
Ouasim Bouy (Amsterdam, 11 juni 1993) is een Nederlands-Marokkaans voetballer die doorgaans als middenvelder speelt.

## Clubcarrière
Bouy begon in 1998 met voetballen bij de F-pupillen van AVV Zeeburgia. Hij bleef de amateurclub trouw tot aan 2005.
In 2005 maakte Bouy de overstap naar de jeugdopleiding van AFC Ajax. Op 26 mei 2009 tekende hij zijn eerste profcontract. In het seizoen 2009/10 kroonde Bouy zich tot topscorer van de Eredivisie voor B-junioren, hiervoor kreeg hij op 31 juli 2010 een schaal uitgereikt door de toenmalige Jong Oranje-coach Cor Pot. Bouy heeft nooit zijn debuut voor het eerste elftal van Ajax gemaakt.
Bouy verruilde Ajax in januari 2012 voor Juventus. Hier sloot hij in eerste instantie aan bij het tweede elftal. Gedurende het seizoen 2012/13 verhuurde Juventus hem aan Brescia Calcio, waarvoor hij debuteerde in de Serie B. Op 6 februari 2013 scheurde Bouy zijn voorste kruisband af, waardoor hij voor de rest van het seizoen niet meer in actie kwam. Bouy maakte op 18 december 2013 zijn officiële debuut voor Juventus, in een met 3-0 gewonnen wedstrijd in de Coppa Italia thuis tegen US Avellino. Hij verving die wedstrijd in de 68e minuut Kwadwo Asamoah.
Juventus verhuurde Bouy op 16 januari 2014 voor de rest van het seizoen 2013/14 aan Hamburger SV.. Hij maakte op 1 februari 2014 zijn officiële debuut voor de Duitse club. In een met 3-0 verloren competitiewedstrijd uit bij TSG 1899 Hoffenheim, begon Bouy in de basis en werd hij in de 73e minuut vervangen door Tolgay Arslan. Nadat trainer Bert van Marwijk ontslagen werd bij HSV, kwam Bouy hier niet meer aan spelen toe.
Juventus verhuurde Bouy op 28 juli 2014 voor een seizoen aan Panathinaikos. Hiervoor maakte hij op 21 augustus 2014 zijn officiële debuut, in een met 4-0 gewonnen wedstrijd in de UEFA Europa League thuis tegen FC Midtjylland. Bouy verving die dag in de 78e minuut Anastasios Lagos. Hij maakte op 30 oktober 2014 zijn eerste officiële doelpunt voor Panathinaikos, tijdens een met 3-0 gewonnen wedstrijd thuis tegen Panetolikos. Op 24 oktober 2014 speelde Panathinaikos een oefenwedstrijd tegen PSV Eindhoven, dit was voor Bouy de eerste wedstrijd op Nederlandse bodem sinds zijn vertrek bij Ajax in januari 2012. De wedstrijd eindigde in een 1-1 gelijkspel.
Juventus verhuurde Bouy op de laatste transferdag in de zomer van 2015 voor één seizoen aan PEC Zwolle. Op 12 september 2015 maakte hij zijn officiële debuut voor PEC, in een wedstrijd tegen Excelsior die met 3-0 werd gewonnen. Bouy was in deze wedstrijd, die hij volledig speelde, de aangever bij de 2-0 van Lars Veldwijk. Op 3 oktober 2015 scoorde hij zijn eerste officiële doelpunt voor PEC, in een Eredivisie-wedstrijd tegen Willem II. Vlak voor rust maakte hij het enige doelpunt van de wedstrijd. Bouy kwam dat jaar tot 29 officiële wedstrijden en wist viermaal te scoren. Na afloop van het seizoen keerde hij terug naar Juventus, dat aangaf hem liever te willen verkopen dan nog een jaar te verhuren. PEC Zwolle huurde hem opnieuw per 1 februari 2017, voor de rest van het seizoen.
Bouy tekende in augustus 2017 een contract tot medio 2021 bij Leeds United, dat hem transfervrij overnam van Juventus. De Engelse club verhuurde hem direct voor een jaar aan Cultural Leonesa, op dat moment net gepromoveerd naar de Segunda División, maar na een half jaar keerde hij terug. In het seizoen 2018/19 werd hij voor de derde keer verhuurd aan PEC Zwolle. Bouy kwam niet meer bij het eerste team van Leeds United voor zijn contract in 2021 afliep. Hij vervolgde zijn loopbaan in Qatar bij Al Kharaitiyat SC.

## Clubstatistieken
| Seizoen         | Club               | Competitie      | Competitie | Competitie | Beker | Beker | Internationaal | Internationaal | Overig | Overig | Totaal | Totaal |
| Seizoen         | Club               | Competitie      | Wed.       | Dlp.       | Wed.  | Dlp.  | Wed.           | Dlp.           | Wed.   | Dlp.   | Wed.   | Dlp.   |
| --------------- | ------------------ | --------------- | ---------- | ---------- | ----- | ----- | -------------- | -------------- | ------ | ------ | ------ | ------ |
| 2011/12         | Juventus           | Serie A         | 0          | 0          | 0     | 0     | —              | —              | —      | —      | 0      | 0      |
| 2012/13         | → Brescia          | Serie B         | 17         | 1          | 0     | 0     | —              | —              | —      | —      | 17     | 1      |
| 2013/14         | Juventus           | Serie A         | 0          | 0          | 1     | 0     | —              | —              | —      | —      | 1      | 0      |
| 2013/14         | → Hamburger SV     | Bundesliga      | 3          | 0          | 1     | 0     | —              | —              | —      | —      | 4      | 0      |
| 2014/15         | → Panathinaikos    | Alpha Ethniki   | 13         | 0          | 3     | 1     | 5              | 0              | —      | —      | 21     | 1      |
| 2015/16         | → PEC Zwolle       | Eredivisie      | 26         | 4          | 1     | 0     | —              | —              | 2      | 0      | 29     | 4      |
| 2016/17         | → Palermo          | Serie A         | 2          | 0          | 1     | 0     | —              | —              | —      | —      | 3      | 0      |
| 2016/17         | → PEC Zwolle       | Eredivisie      | 13         | 0          | 0     | 0     | —              | —              | —      | —      | 13     | 0      |
| 2017/18         | Leeds United       | Championship    | 0          | 0          | 0     | 0     | —              | —              | —      | —      | 0      | 0      |
| 2017/18         | → Cultural Leonesa | La Liga 2       | 2          | 0          | 2     | 0     | —              | —              | —      | —      | 4      | 0      |
| 2018/19         | → PEC Zwolle       | Eredivisie      | 17         | 0          | 2     | 0     | —              | —              | —      | —      | 19     | 0      |
| Carrière totaal | Carrière totaal    | Carrière totaal | 93         | 5          | 11    | 1     | 5              | 0              | 2      | 0      | 111    | 6      |

1 N.B. Dit betreft een clubtotaal, dus een totaal van beide periodes bij Juventus.
2 N.B. Dit betreft een clubtotaal, dus een totaal van alle periodes bij PEC Zwolle.
Bijgewerkt t/m 19 mei 2019

## Interlandcarrière
Jeugelftallen
Bouy speelde als jeugdinternational met het Nederlands jeugdteam voor spelers onder 17 jaar op het WK 2009 in Nigeria. Op dit WK kwam hij met Nederland niet door de groepsronde heen, wel speel hij elke wedstrijd mee op dit WK. Verder was Bouy actief voor het team onder 19 jaar waarvoor hij dertienmaal in actie kwam en drie keer scoorde. Ook speelde hij een aantal wedstrijden voor onder 15 en 16 jaar.
| Jeugdinterlands van Ouasim Bouy | Jeugdinterlands van Ouasim Bouy | Jeugdinterlands van Ouasim Bouy | Jeugdinterlands van Ouasim Bouy | Jeugdinterlands van Ouasim Bouy | Jeugdinterlands van Ouasim Bouy |
| Team (№ interlands)             | Datum                           | Wedstrijd                       | Uitslag                         | Soort Wedstrijd                 | Doelpunten                      |
| Als speler bij AVV Zeeburgia    | Als speler bij AVV Zeeburgia    | Als speler bij AVV Zeeburgia    | Als speler bij AVV Zeeburgia    | Als speler bij AVV Zeeburgia    | Als speler bij AVV Zeeburgia    |
| ------------------------------- | ------------------------------- | ------------------------------- | ------------------------------- | ------------------------------- | ------------------------------- |
| Onder 15 (1.)                   | 27 november 2007                | Nederland – Slowakije           | 0 – 0                           | Vriendschappelijk               |                                 |
| Onder 15 (2.)                   | 29 november 2007                | Nederland – Slowakije           | 5 – 0                           | Vriendschappelijk               |                                 |
| Onder 15 (3.)                   | 11 maart 2008                   | Nederland – België              | 0 – 2                           | Vriendschappelijk               |                                 |
| Onder 15 (4.)                   | 15 april 2008                   | Nederland – Zwitserland         | 0 – 2                           | Vriendschappelijk               |                                 |
| Als speler bij Ajax             |                                 |                                 |                                 |                                 |                                 |
| Onder 16 (1.)                   | 10 februari 2009                | Nederland – Oekraïne            | 3 – 1                           | Vriendschappelijk               |                                 |
| Onder 16 (2.)                   | 12 februari 2009                | Nederland – Oekraïne            | 2 – 0                           | Vriendschappelijk               |                                 |
| Onder 16 (3.)                   | 22 april 2009                   | Noord-Ierland – Nederland       | 0 – 2                           | Vriendschappelijk               |                                 |
| Onder 17 (1.)                   | 4 september 2009                | Turkije – Nederland             | 1 – 4                           | Vriendschappelijk               |                                 |
| Onder 17 (2.)                   | 9 oktober 2009                  | Nederland – Zweden              | 4 – 4                           | Vriendschappelijk               |                                 |
| Onder 17 (3.)                   | 25 oktober 2009                 | Colombia – Nederland            | 2 – 1                           | WK 2009 –17                     |                                 |
| Onder 17 (4.)                   | 28 oktober 2009                 | Nederland – Gambia              | 2 – 1                           | WK 2009 –17                     |                                 |
| Onder 17 (5.)                   | 31 oktober 2009                 | Nederland – Iran                | 0 – 1                           | WK 2009 –17                     |                                 |
| Onder 17 (6.)                   | 6 februari 2010                 | Nederland – Tsjechië            | 3 – 1                           | Vriendschappelijk               | 67'                             |
| Onder 17 (7.)                   | 8 februari 2010                 | Denemarken – Nederland          | 2 – 1                           | Vriendschappelijk               |                                 |
| Onder 17 (8.)                   | 3 maart 2010                    | Nederland – Griekenland         | 2 – 0                           | Vriendschappelijk               |                                 |
| Onder 17 (9.)                   | 25 maart 2010                   | Nederland – Oekraïne            | 2 – 0                           | Kwalificatie EK –17             |                                 |
| Onder 17 (10.)                  | 27 maart 2010                   | Georgië – Nederland             | 1 – 2                           | Kwalificatie EK –17             |                                 |
| Onder 17 (11.)                  | 30 maart 2010                   | Nederland – Tsjechië            | 0 – 1                           | Kwalificatie EK –17             |                                 |
| Onder 19 (1.)                   | 2 september 2010                | Nederland – Duitsland           | 2 – 2                           | Vriendschappelijk               |                                 |
| Onder 19 (2.)                   | 7 september 2010                | Griekenland – Nederland         | 3 – 1                           | Vriendschappelijk               |                                 |
| Onder 19 (3.)                   | 9 oktober 2010                  | Nederland – Malta               | 3 – 0                           | Kwalificatie EK –19             |                                 |
| Onder 19 (4.)                   | 12 oktober 2010                 | Slowakije – Nederland           | 0 – 2                           | Kwalificatie EK –19             |                                 |
| Onder 19 (5.)                   | 9 februari 2011                 | Frankrijk – Nederland           | 1 – 1                           | Vriendschappelijk               |                                 |
| Onder 19 (6.)                   | 24 maart 2011                   | Italië – Nederland              | 1 – 0                           | Vriendschappelijk               |                                 |
| Onder 19 (7.)                   | 29 maart 2011                   | Nederland – Engeland            | 3 – 0                           | Vriendschappelijk               |                                 |
| Onder 19 (8.)                   | 19 mei 2011                     | Nederland – Israël              | 1 – 1                           | Kwalificatie EK –19             |                                 |
| Onder 19 (9.)                   | 21 mei 2011                     | Nederland – Tsjechië            | 0 – 1                           | Kwalificatie EK –19             |                                 |
| Onder 19 (10.)                  | 24 mei 2011                     | Rusland – Nederland             | 1 – 1                           | Kwalificatie EK –19             |                                 |
| Onder 19 (11.)                  | 1 september 2011                | Nederland – Engeland            | 0 – 0                           | Vriendschappelijk               |                                 |
| Onder 19 (12.)                  | 4 september 2011                | Duitsland – Nederland           | 2 – 2                           | Vriendschappelijk               | 90'                             |
| Onder 19 (13.)                  | 6 oktober 2011                  | Nederland – België              | 3 – 0                           | Vriendschappelijk               | 87'                             |
| Onder 19 (14.)                  | 10 november 2011                | Nederland – Moldavië            | 3 – 0                           | Kwalificatie EK –19             |                                 |
| Onder 19 (15.)                  | 12 november 2011                | Nederland – Finland             | 2 – 0                           | Kwalificatie EK –19             | 77'                             |
| Als speler bij Juventus         |                                 |                                 |                                 |                                 |                                 |
| Onder 19 (16.)                  | 25 mei 2012                     | Nederland – Noorwegen           | 2 – 1                           | Kwalificatie EK –19             |                                 |
| Onder 19 (17.)                  | 30 mei 2012                     | Nederland – Frankrijk           | 0 – 6                           | Kwalificatie EK –19             |                                 |

Marokko
Op 17 mei 2016 werd Bouy door bondscoach Hervé Renard opgeroepen voor de oefeninterland tegen DR Congo (27 mei) en het Afrika Cup-kwalificatieduel met Libië (3 juni). Voor Bouy was dit de eerste keer dat hij deel uitmaakte van de nationale ploeg van Marokko.

## Trivia
Bouy heeft zijn voormalige jeugdclub AVV Zeeburgia, samen met Kenny Tete en Oussama Tannane (beiden ook oud-jeugdspelers van Zeeburgia), geholpen met de bouw van een nieuw trainingscomplex. Het drietal doneerde ieder een geldbedrag en hielp mee aan een campagne die vertelt over de invloed van de club.